# لمأب أب تشندار (تشين)
لمأب أب تشندار (بالفارسية: لمآب آب‌چندار) هي قرية تقع في إيران في قسم تشین الريفي.